# Teklemariam Medhin
Teklemariam Medhin (ur. 24 czerwca 1989 w Hazega) – erytrejski lekkoatleta specjalizujący się w biegach długich.
Finalista mistrzostw świata juniorów z Pekinu. W 2008 zajął 32. miejsce w biegu na 10 000 metrów podczas igrzysk olimpijskich w Pekinie. Rok później zdobył brąz mistrzostw świata w biegach przełajowych. Finalista biegu na 5000 i 10 000 metrów podczas mistrzostw świata z Berlina. Sięgnął po dwa medale przełajowych mistrzostw świata w roku 2010. W 2012 został wicemistrzem Afryki w biegach przełajowych. Uplasował się na 7. lokacie w biegu na 10 000 metrów podczas igrzysk olimpijskich w Londynie. Brązowy medalista mistrzostw świata w biegach przełajowych z 2013.
Rekordy życiowe: bieg na 5000 metrów – 13:04,55 (10 czerwca 2010, Rzym); bieg na 10 000 metrów – 27:16,69 (27 maja 2012, Hengelo).

## Osiągnięcia
| Rok  | Impreza                                   | Miejsce   | Konkurencja      | Lokata      | Wynik    |
| ---- | ----------------------------------------- | --------- | ---------------- | ----------- | -------- |
| 2006 | Mistrzostwa świata w przełajach           | Fukuoka   | bieg juniorów    | 13. miejsce | 24:26    |
| 2006 | Mistrzostwa świata w przełajach           | Fukuoka   | drużyna juniorów | 3. miejsce  |          |
| 2006 | Mistrzostwa świata juniorów               | Pekin     | bieg na 5000 m   | 12. miejsce | 14:18,57 |
| 2007 | Mistrzostwa świata w przełajach           | Mombasa   | bieg juniorów    | 14. miejsce | 24:56    |
| 2007 | Mistrzostwa świata w przełajach           | Mombasa   | drużyna juniorów | 2. miejsce  |          |
| 2008 | Mistrzostwa świata w przełajach           | Edynburg  | bieg seniorów    | 23. miejsce | 36:13    |
| 2008 | Igrzyska olimpijskie                      | Pekin     | bieg na 10 000 m | 32. miejsce | 28:54,33 |
| 2009 | Mistrzostwa świata w przełajach           | Amman     | bieg seniorów    | 9. miejsce  | 35:14    |
| 2009 | Mistrzostwa świata w przełajach           | Amman     | drużynowo        | 3. miejsce  |          |
| 2009 | Mistrzostwa świata                        | Berlin    | bieg na 5000 m   | 15. miejsce | 13:44,65 |
| 2009 | Mistrzostwa świata                        | Berlin    | bieg na 10 000 m | 12. miejsce | 27:58,89 |
| 2010 | Mistrzostwa świata w przełajach           | Bydgoszcz | bieg seniorów    | 2. miejsce  | 33:06    |
| 2010 | Mistrzostwa świata w przełajach           | Bydgoszcz | drużynowo        | 2. miejsce  |          |
| 2012 | Mistrzostwa Afryki w biegach przełajowych | Kapsztad  | bieg seniorów    | 2. miejsce  | 35:50    |
| 2012 | Igrzyska olimpijskie                      | Londyn    | bieg na 10 000 m | 7. miejsce  | 27:34.76 |
| 2013 | Mistrzostwa świata w biegach przełajowych | Bydgoszcz | bieg seniorów    | 3. miejsce  | 32:51    |
| 2013 | Mistrzostwa świata w biegach przełajowych | Bydgoszcz | drużynowo        | 4. miejsce  |          |
| 2013 | Mistrzostwa świata                        | Moskwa    | bieg na 10 000 m |             | DNF      |
| 2015 | Mistrzostwa świata w biegach przełajowych | Guiyang   | bieg seniorów    | 17. miejsce | 36:24    |
| 2015 | Mistrzostwa świata                        | Pekin     | bieg na 10 000 m | 19. miejsce | 28:39,26 |